# Relazione tricotomica
Generalmente la tricotomia è la divisione in tre parti distinte. In matematica la legge (o assioma) della tricotomia è più comunemente la proprietà secondo la quale dati due numeri (reali) x e y si verifica una ed una sola delle seguenti condizioni:
{\displaystyle x<y,}
{\displaystyle x=y,}
{\displaystyle x>y.}
Fino alla fine del XIX secolo la relazione tricotomica era considerata tacitamente vera senza essere stata provata. Solo in tempi moderni è stata dimostrata matematicamente. Se applicata ai numeri cardinali la legge è equivalente all'assioma della scelta.
Più genericamente una relazione binaria R su X è triconomica se per ogni x ed y in X è valido uno e un solo caso fra xRy, yRx o x = y.